# Rabat-Salé-Zemmour-Zaër
Rabat-Salé-Zemmour-Zaër (en arabe : الرباط سلا زمور زعير) est l'une des seize régions que le Maroc comportait avant le découpage territorial de 2015.
Elle a été fusionnée avec l'ancienne région de Gharb-Chrarda-Beni Hssen, composée des provinces de Kénitra, Sidi Kacem et Sidi Slimane, pour former l'une des douze nouvelles régions du Maroc : Rabat-Salé-Kénitra.
Son chef-lieu était la préfecture de Rabat.

## Géographie
La région se trouvait au nord-ouest du pays, englobant la capitale et son arrière-pays.
Sa superficie était de 9 580 km2, tandis que celle de ses subdivisions administratives varie de 118 km2 (préfecture de Rabat) à 8 305 km2 (province de Khémisset) en passant par 485 km2 (préfecture de Skhirate-Témara) et 672 km2 (préfecture de Salé).

## Administration et politique

### Division administrative
La région de Rabat-Salé-Zemmour-Zaër était composée des préfectures – à dominante urbaine – et province – à dominante rurale – suivantes : 
- la préfecture de Rabat ;
- la préfecture de Salé ;
- la préfecture de Skhirate-Témara ;
- la province de Khémisset.

## Économie
La région, d'une superficie de 9 580 km2, générait 9,8 % du PIB national. Le secteur tertiaire domine l'activité économique avec 56 % des emplois tandis que 25,2 % de la population travaille dans le secteur secondaire. Pour le tourisme, la capacité d'hébergement à Rabat, classée (en termes de lits) en 2008, est de 4812 lits.
Le réseau ferroviaire de transport en commun, appelé Le Bouregreg, regroupe plusieurs gares :
- la gare de Témara ;
- la gare de Rabat-Agdal ;
- la gare de Rabat-Ville ;
- la gare de Salé-Ville ;
- la gare de Salé-Tabriquet ;
- la gare de Bouknadel.

## Démographie
Peuplée de 3 752 806 habitants, la région a pour particularité d'avoir un taux d'urbanisation de 78,6 % largement supérieur à la moyenne nationale (51,4 %) .

### Évolution
| 2 649 863                                             | 3 361 422 | 3 752 806 |
| 1994, 2004 : recensement officiel ; 2010 : estimation |           |           |

| Subdivisions                 | Population en 1994 | Population en 2004 | Population en 2010 |
| ---------------------------- | ------------------ | ------------------ | ------------------ |
| Préfecture de Rabat          | 623 457            | 627 932            | 605 920            |
| Préfecture de Salé           | 631 803            | 823 485            | 918 021            |
| Préfecture de Skhirat-Témara | 244 801            | 393 262            | 491 356            |
| Province de Khémisset        | 485 541            | 521 815            | 523 617            |